# کاروانسرای سنگی صائین
کاروانسرای سنگی صائین که کاروانسرای شاه‌عباسی اردبیل و کاروانسرای شاه عباسی نیر نیز نامیده می‌شود، مربوط به دوره صفوی است و در شهرستان نیر، گردنه صائین، کیلومتر ۱۰ جاده قدیم نیر- سراب واقع شده و این اثر در تاریخ ۴ دی ۱۳۶۲ با شمارهٔ ثبت ۱۶۵۳ به‌عنوان یکی از آثار ملی ایران به ثبت رسیده‌است.

## ویژگی‌ها
کاروانسرای سنگی صائین در ۱۰ کیلومتری شهرستان نیر در استان اردبیل واقع گردیده‌است. این کاروانسرا به فرمان شاه عباس صفوی در منطقه برف گیر گردنه سایین جهت امنیت مسافران ساخته شده‌است.
این کاروانسرا، متناسب با شرایط اقلیمی منطقه ساخته شده‌است، چرا که عرض و ارتفاع ورودی‌های فضاهای زیستی داخل، به حداقل ممکن کاهش یافته طوری که با اندک وسایلی می‌توان آن را مسدود و از نفوذ سرما و کوران برف به داخل آن جلوگیری کرد. مصالح بکار رفته در این کاروانسرا از سنگ‌های همان منطقه که مقاوم در برابر شرایط جوی هستند تأمین شده‌است.
روزنه‌های سقفی این کاروانسرا در حداقل اندازه در نظر گرفته شده و از نظر تبادل هوا در صورت نیاز و نیز تأمین روشنایی فضاهای داخل عملکرد منطبق با نیاز طراحی و ساخته شده‌است. ورودی‌های فضاهای ارتباطی داخل در مرکز بنا نسبت به فضاهای جانبی مقداری بزرگتر در نظر گرفته شده تا چهار پایانی که همراه و مورد استفاده کاروانیان بوده نیز بتوانند در داخل پناه بگیرند.

## ثبت در فهرست یونسکو در سال ۲۰۲۳
در ۲۶ شهریور ۱۴۰۲ در جریان چهل و پنجمین اجلاس کمیته میراث جهانی یونسکو در ریاض، کاروانسرای سنگی صائین به‌همراه ۵۳ کاروانسرای تاریخی دیگر (جمعاً ۵۴ کاروانسرا در ۲۴ استان ایران) تحت عنوان کاروانسراهای ایرانی در فهرست میراث جهانی قرار گرفتند. این مجموعه جهانی به عنوان بیستمین و هفتمین اثر جهانی کشور ایران شناخته می‌شود. این کاروانسرا به دلیل تأثیر مستقیم در تحولات اجتماعی و ادبیات و شعر و موسیقی و نقاشی که متفاوت از دیگر کاروانسراهای خارج از کشور می‌باشد از نوع نمونه اولیه ایرانی قلمداد گردیده‌است.

## نگارخانه

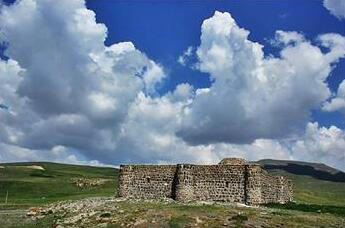
کاروانسرای شاه عباسی اردبیل
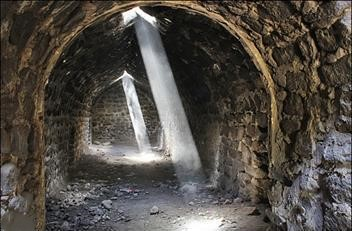
کاروانسرای شاه عباسی اردبیل
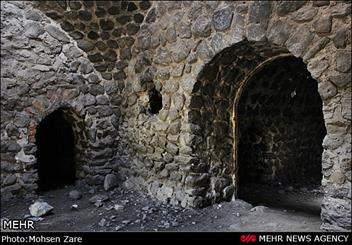
کاروانسرای شاه عباسی اردبیل
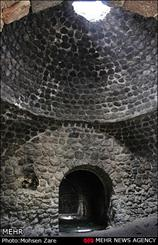
کاروانسرای شاه عباسی اردبیل
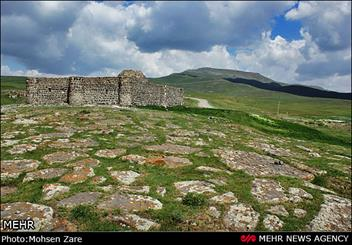
کاروانسرای شاه عباسی اردبیل